# Owen Willans Richardson
Sir Owen Willans Richardson (26.4.1879 – 15.2.1959) là nhà vật lý người Anh đã đoạt Giải Nobel Vật lý năm 1928 cho công trình nghiên cứu của ông về hiện tượng phát nhiệt ion (thermionic emission), đã dẫn tới định luật Richardson.

## Cuộc đời và Sự nghiệp
Richardson sinh tại Dewsbury, Yorkshire, Anh, là con trai duy nhất của Joshua Henry và Charlotte Maria Richardson. Ông học ở trường trung học Batley Grammar School rồi Trinity College, Cambridge, nơi ông đạt điểm Danh dự hạng nhất về Khoa học tự nhiên.

Owen Willans Richardson (1934)

Sau khi tốt nghiệp năm 1900, ông bắt đầu nghiên cứu việc các vật thể nóng phát ra điện ở Phòng thí nghiệm Cavendish tại Cambridge, và năm 1902 ông được làm nghiên cứu sinh ở Trinity College. Năm 1901, ông đã chứng minh rằng dòng điện, từ một sợi dây nóng lên dường như phụ thuộc theo số mũ vào nhiệt độ của sợi dây với một công thức toán học tương tự như phương trình Arrhenius. Chứng minh này được gọi là "định luật Richardson". Ông cũng nghiên cứu hiệu ứng quang điện, hiệu ứng từ quay (gyromagnetic ratio), việc phát ra điện tử bởi các phản ứng hóa học, tia X mềm, và phổ hiđrô.
Richardson làm giáo sư ở Đại học Princeton từ năm 1906 tới 1913. Năm 1914 ông trở về Anh làm giáo sư Vật lý học ở King's College London, sau đó ông làm giám đốc nghiên cứu.
Ông nghỉ hưu năm 1944 và từ trần ngày 15.2.1959.

## Đời tư
Richardson kết hôn với Lilian Wilson năm 1906. Họ có hai người con trai và một con gái. Sau khi Lilian qua đời năm 1945, ông lại kết hôn với nhà vật lý Henriette Rupp vào năm 1948.

## Giải thưởng và Vinh dự
- Hội viên Hội hoàng gia Luân Đôn năm 1913
- Huy chương Hughes năm 1920
- Giải Nobel Vật lý năm 1928, "cho công trình nghiên cứu của ông về hiện tượng nhiệt ion(thermionic phenomenon) và nhất là việc khám phá ra định luật được đặt theo tên ông".[3]
- Ông được phong tước hầu năm 1939.

## Tác phẩm
- Richardson, OW (1921), “Problems Of Physics.”, Science (xuất bản 1921 Sep 30), 54 (1396): 283–291, Bibcode:1921Sci....54..283R, doi:10.1126/science.54.1396.283, PMID 17818864 Kiểm tra giá trị ngày tháng trong: |publication-date= (trợ giúp)
- Richardson, OW (1913), “The Emission Of Electrons From Tungsten At High Temperatures: An Experimental Proof That The Electric Current In Metals Is Carried By Electrons.”, Science (xuất bản 1913 Jul 11), 38 (967): 57–61, Bibcode:1913Sci....38...57R, doi:10.1126/science.38.967.57, PMID 17830216 Kiểm tra giá trị ngày tháng trong: |publication-date= (trợ giúp)
- Richardson, OW (1912), “The Laws Of Photoelectric Action And The Unitary Theory Of Light (Lichtquanten Theorie).”, Science (xuất bản 1912 Jul 12), 36 (915): 57–58, Bibcode:1912Sci....36...57R, doi:10.1126/science.36.915.57-a, PMID 17800821 Kiểm tra giá trị ngày tháng trong: |publication-date= (trợ giúp)
- Richardson, OW; Compton, KT (1912), “The Photoelectric Effect.”, Science (xuất bản 1912 May 17), 35 (907): 783–784, Bibcode:1912Sci....35..783R, doi:10.1126/science.35.907.783, PMID 17792421 Kiểm tra giá trị ngày tháng trong: |publication-date= (trợ giúp)